# Pediopsoides kurentsovi
Pediopsoides kurentsovi är en insektsart som beskrevs av Anufriev 1977. Pediopsoides kurentsovi ingår i släktet Pediopsoides och familjen dvärgstritar. Inga underarter finns listade i Catalogue of Life.